# اس‌ام یوسی-۹۰
اس‌ام یوسی-۹۰ (به انگلیسی: SM UC-90) یک زیردریایی بود که طول آن ۱۸۵ فوت ۵ اینچ (۵۶٫۵۲ متر) بود. این زیردریایی در سال ۱۹۱۸ ساخته شد.